# CPR-1000
CPR1000 —  китайский водо-водяной ядерный реактор поколения II+, на основе французских трехпетлевых реакторов (M310) электрической мощностью 900 МВт, импортированных в 1980-х годах. Изменения состоят в увеличении электрической мощности до 1000 МВт (1080 МВт брутто) и расчетного срока службы до 60 лет.
CPR-1000 производится и эксплуатируется компанией China General Nuclear Power Group (CGNPG), ранее известной как China Guangdong Nuclear Power. По мере постройки реакторов проводилась их локализация, во втором построенном реакторе 70% оборудования было произведено в Китае, в последующих реакторах — 90%.

## Строительство
15 июля 2010 года был подключён к сети энергоблок АЭС Линьао-3, первый китайский энергоблок с реактором CPR-1000. Испытания на критичность начались 1 июня 2010 года, коммерческая эксплуатация — 27 сентября 2010 года. Энергоблок Линьао-4 начал коммерческую эксплуатацию 7 августа 2011 года.
По состоянию на декабрь 2019 года построено 18 реакторов CPR-1000. Кроме Линьао-3,4 реактор CPR-1000 установлен на АЭС Фанченган (блоки 1 и 2), Фанцзяшань (блоки 1 и 2), Хунъяньхэ (блоки 1-4), Ниндэ (блоки 1-4), Янцзян (блоки 1-4).

## Конструкция
CPR-1000 использует в качестве базовой конструкции блоки 5 и 6 АЭС Гравлин во Франции. Четыре реактора на АЭС Даявань и Линьао 1 иногда также называют CPR-1000, но они в значительной степени основаны на французском проекте мощностью 900 МВт (M310), их полезная электрическая мощность менее 1000 МВт.
Некоторые права на интеллектуальную собственность CPR-1000 сохраняются за Areva, что ограничивает потенциал продаж за рубежом. Однако в 2010 году Financial Times сообщила, что Areva рассматривала возможность продажи CPR-1000 как меньшего и более простого реактора второго поколения наряду с более крупным EPR для стран, которые только начали заниматься ядерной энергетикой. В январе 2012 года CGNPG договорилась о партнерстве с Areva и EDF для разработки реактора на базе CPR-1000, который по конструкции подобен  реактору Atmea мощностью 1000 МВт совместной разработки Mitsubishi и Areva.
CNP-1000 представляет собой аналогичную трехпетлевую конструкцию разработки CNNC, но с другой активной зоной реактора.

## ACPR-1000
В 2010 году CGNPG объявила о дальнейшей эволюции дизайна до уровня III поколения, ACPR-1000, в котором будет достигнута полная локализация. CGNPG стремилась к тому, чтобы к 2013 году иметь возможность самостоятельно поставлять ACPR-1000 на экспорт. CGNPG вела разработки в сотрудничестве с Dongfang Electric, Shanghai Electric, Harbin Electric, China First Heavy Industries и China Erzhong.
Янцзян-5 был первым реактором ACPR-1000, его строительство началось в конце 2013 года. Этот реактор включает в себя ловушку расплава и двойную защитную оболочку в качестве дополнительных мер безопасности. Коммерческая эксплуатация началась в июле 2018 года. Это был первый китайский реактор, оснащенный цифровой системой управления отечественного производства.
После ядерной катастрофы на Фукусиме была разработана модернизированная конструкция, получившая название ACPR-1000+. Она включает двойную оболочку для защиты от внешних взрывов и падения самолетов, повышенную сейсмичность до 0,3 g, увеличенный тепловой запас активной зоны и улучшенные операционные системы/ Полная выходная мощность увеличена до 1150 МВт. ACPR-1000+ планировался на экспорт с 2014 года.
| Название     | Локация | Энергоблок     | Мощность, МВт | Начало строительства | Пуск | Закрытие |
| ------------ | ------- | -------------- | ------------- | -------------------- | ---- | -------- |
| Янцзян       | Китай   | Янцзян-5       | 1086          | 2013                 | 2018 |          |
| Янцзян       | Китай   | Янцзян-6       | 1086          | 2013                 | 2019 |          |
| Хунъяньхэ    | Китай   | Хунъяньхэ-5    | 1119          | 2015                 | 2021 |          |
| Хунъяньхэ    | Китай   | Хунъяньхэ-6    | 1119          | 2015                 | 2022 |          |
| Тяньваньская | Китай   | Тяньваньская-5 | 1118          | 2015                 | 2020 |          |
| Тяньваньская | Китай   | Тяньваньская-6 | 1118          | 2016                 | 2021 |          |

## Hualong объединенный дизайн

### Hualong One
С 2011 года CGNPG постепенно объединяет ACPR-1000 с конструкцией ACP-1000 Китайской национальной ядерной корпорации в новую конструкцию Hualong One.

### Hualong Two
CNNC планирует начать строительство Hualong Two к 2024 году. Это будет более экономичный вариант предыдущего реактора.

## Внешние ссылки
- CPR1000 Design, Safety Performance and Operability, Steven Lau, Daya Bay Nuclear Power Operations and Management Company, 5 July 2011.
- The Proprietary Brand Technology of Chinese Nuclear Power 1000MW - CPR1000, Dr. Shaozhang Cui, President, China Nuclear Power Design Company, ISSNP 2008.
- China’s “Hualong 1” passes the first stage of the UK GDA process, Euan Mearns / Andy Dawson, Energy Matters, 24 November 2017.